# Euploea murena
Euploea murena är en fjärilsart som beskrevs av Hans Fruhstorfer 1911. Euploea murena ingår i släktet Euploea och familjen praktfjärilar. Inga underarter finns listade i Catalogue of Life.